# Shelly-Ann Fraser
Shelly-Ann Fraser-Pryce (Kingston, Jamajka, 27. prosinca 1986.) jamajčanska sprinterica, specijalizirana na utrkama na 100 metara. Svjetska je i olimpijska pobjednica na 100 m s vremenima 10,78 i 10,73 sekunda. Ona je uz Gail Devers druga sprinterica u povijesti koja istovremeno ima svjetski i olimpijski naslov, dok s Christine Arron dijeli 4. najbrže vrijeme u ženskoj utrci na 100 m.
Pohađala je djevojačku srednju školu Wolmer te je za školu sudjelovala na mnogim atletskim natjecanjima.

## Karijera

### OI 2008. Peking
Shelly-Ann Fraser pripremala se za Olimpijadu u Pekingu s reprezentativnim kolegom Asafom Powellom. Pobijedivši u olimpijskom finalu na 100 m, postala je prva Jamajčanka sa zlatom u toj disciplini u povijesti zemlje. U prvoj kvalifikacijskoj utrci, ostvarila je vrijeme od 11,35 sekunda te je bila 11., dok je na drugoj utrci kvalifikacija bila 3. s vremenom  11,06 sekunda. Tako se plasirala u polufinale gdje je bila 1. s vremenom 11,00 s.
U finalnoj utrci Shelly-Ann je pobijedila s vremenom 10,78 s. Time je sprinterica ostvarila i najbolji osobni rekord. S tim vremenom postala je druga najbrža jamajčanska sprinterica u povijesti, iza Merlene Ottey (10,74).
Njezinim sunarodnjakinjama, Sherone Simpson i Kerron Stewart dodijeljene su srebrne medalje, jer se i uz pomoć foto-finiša nije moglo odrediti tko je bio drugi (10,98).
Žensku štafetu Jamajke na 4×100 m činile su Shelly-Ann Fraser, Sheri-Ann Brooks, Aleen Bailey i Veronica Campbell-Brown. U prvoj utrci kvalifikacija, Jamajka je bila prva, ispred Rusije, Njemačke i Kine. S vremenom od 42,24 sekunda atletičarke su se kvalificirale u finale štafete. Za potrebe finala, iz momčadi su maknute Sheri-Ann Brooks i Aleen Bailey te su umjesto njih nastupile Sherone Simpson i Kerron Stewart.
U finalu, ženska jamajčanska štafeta nije dovršila utrku jer je došlo do pogreške prilikom dodavanja štafete.

#### Rezultat olimpijskog finala
| Peking 2008. Finale - 100 m | Peking 2008. Finale - 100 m | Peking 2008. Finale - 100 m |
| Poredak                     | Natjecateljica              | Vrijeme                     |
| --------------------------- | --------------------------- | --------------------------- |
|                             | Shelly-Ann Fraser           | 10,78                       |
|                             | Sherone Simpson             | 10,98                       |
|                             | Kerron Stewart              | 10,98                       |
| 4.                          | Lauryn Williams             | 11,03                       |
| 5.                          | Muna Lee                    | 11,07                       |
| 6.                          | Jeanette Kwakye             | 11,14                       |
| 7.                          | Debbie Ferguson             | 11,19                       |
| 8.                          | Torri Edwards               | 11,20                       |

### Svjetsko prvenstvo 2009. Berlin
Pobijedivši na Nacionalnom prvenstvu Jamajke na 100 metara u lipnju 2009., Fraser se vremenom od 10,88 izravno kvalificirala na Svjetsko atletsko prvenstvo u Berlinu 2009. Na samoj utrci kvalifikacija za odlazak na SP, smetao joj je jak vjetar (-1,5 m./sek.). Pobjedom je postala prva Jamajčanka koja se plasirala na atletsko prvenstvo u Berlinu.
Na samom atletskom prvenstvu, Fraser je držala prednost ispred sunarodnjakinje Kerron Stewart koja je imala sporiji start. S vremenom od 10,73 ostvarila je novi osobni rekord na 100 m i naslov svjetske prvakinje. Njeno ostvareno vrijeme je ujedno postalo 4. najbolje vrijeme u povijesti Svjetskih atletskih prvenstava te nacionalni rekord Jamajke.

## 2010.
Shelly-Ann Fraser imenovana je 22. veljače 2010., UNICEF-ovom veleposlanicom dobre volje. Dan kasnije, imenovana je Graceovom veleposlanicom dobre volje za mir za 2010. u suradnji s tvrtkom Grace Foods i ne-profitnom organizacijom PALS (eng. Peace and Love in Society; hrv. Mir i ljubav u zajednici).
23. svibnja 2010. na IAAF-ovoj Dijamantnoj ligi koja je održana u Šangaju, Fraser je bila pozitivna na zabranjene supstance, nakon uporabe lijeka za zubobolju.

### OI 2012. London

#### Rezultati olimpijskih finala
| London 2012. Finale - 100 m | London 2012. Finale - 100 m | London 2012. Finale - 100 m |
| Poredak                     | Natjecateljica              | Vrijeme                     |
| --------------------------- | --------------------------- | --------------------------- |
|                             | Shelly-Ann Fraser           | 10,75                       |
|                             | Carmelita Jeter             | 10,78                       |
|                             | Veronica Campbell-Brown     | 10,81                       |
| 4.                          | Tianna Madison              | 10,85                       |
| 5.                          | Allyson Felix               | 10,89                       |
| 6.                          | Kelly-Ann Baptiste          | 10,94                       |
| 7.                          | Murielle Ahoure             | 11,00                       |
| 8.                          | Blessing Okagbare           | 11,01                       |

| London 2012. Finale - 200 m | London 2012. Finale - 200 m | London 2012. Finale - 200 m |
| Poredak                     | Natjecateljica              | Vrijeme                     |
| --------------------------- | --------------------------- | --------------------------- |
|                             | Allyson Felix               | 21,88                       |
|                             | Shelly-Ann Fraser-Pryce     | 22,09                       |
|                             | Carmelita Jeter             | 22,14                       |
| 4.                          | Veronica Campbell-Brown     | 22,38                       |
| 5.                          | Sanya Richards-Ross         | 22,39                       |
| 6.                          | Murielle Ahoure             | 22,57                       |
| 7.                          | Myriam Soumaré              | 22,63                       |
| 8.                          | Semoy Hackett               | 22,87                       |

| London 2012. Finale - 4x100 m štafeta | London 2012. Finale - 4x100 m štafeta                                             | London 2012. Finale - 4x100 m štafeta |
| Poredak                               | Natjecateljice                                                                    | Vrijeme                               |
| ------------------------------------- | --------------------------------------------------------------------------------- | ------------------------------------- |
|                                       | Tianna Madison, Allyson Felix, Bianca Knight, Carmelita Jeter                     | 40,83                                 |
|                                       | Shelly-Ann Fraser-Pryce, Sherone Simpson, Veronica Campbell-Brown, Kerron Stewart | 41,41                                 |
|                                       | Olesja Povh, Hristina Stuj, Marija Rjemjen, Elizaveta Brizgina                    | 42,04                                 |
| 4.                                    | Christy Udoh, Gloria Asumnu, Oludamola Osayomi, Blessing Okagbare                 | 42:64                                 |
| 5.                                    | Leena Günther, Anne Cibis, Tatjana Pinto, Verena Sailer                           | 42,67                                 |
| 6.                                    | Kadene Vassell, Dafne Schippers, Eva Lubbers, Jamile Samuel                       | 42,70                                 |
| 7.                                    | Ana Claudia Silva, Franciela Krasucki, Evelyn dos Santos, Rosângela Santos        | 42,91                                 |
| 8.                                    | Michelle-Lee Ahye, Kelly-Ann Baptiste, Kai Selvon, Semoy Hackett                  | nisu završile utrku                   |

## Vanjske poveznice
- Profil Shelly-Ann Fraser na IAAF.org